# جعفر القسام
جعفر بن قاسم بن حمود القسّام، الشهير بشيخ جعفر القسّام (1886 - 1965) هو عالم دين وشاعر وخطيب ، ولد في النجف في رجب 1304 هجرية، من عائلة القسّام معروفة، تنقل بين بغداد وكربلاء والحيرة والكوفة، وسافر إلى إيران وسوريا ومكة والمدينة المنورة، لطلب العلم والدراسة، والزيارات الدينية والشخصية، توفي في صفر 1385 هجرية ودفن بمقبرة وادي السلام.

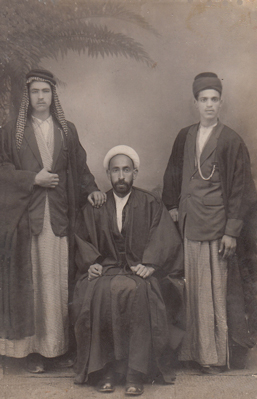
الشيخ جعفر القسام مع تلاميذه في الخطابة

## ولادته ونشأته وشيوخه
وُلِد بالنجف في اليوم الرابع من شهر رجب لسنة 1304 ھ/1886 م، في بيت والده بمحلة المشراق، إحدى محال النجف الأربع (المشراق، البراق، العمارة، الحويش)، ونشأ في ظل والده العلاّمة الشيخ قاسم (جاسم).
وبعد فراغه من القراءة والكتابة، رأى والده تكليف الأستاذ علي بن الشيخ جعفر الشرقي (ت 1384 ھ/1964م) بدراسة النحو عليه، وألزَم الشيخ عبد الغني بن الشيخ أحمد العاملي الذي كان يُعرف بالشيخ (عبد الغني الحر) (ت 1358 ھ/1939م)، بقراءة الصرف عليه، والتجويد على الشيخ نصر الله العاملي، وعند الفراغ من ذلك، بادر والده بتكليف العلاّمة الفاضل الشيخ كاظم علي بيك (بيج)، (ت 1377 ھ/ 1957م)، بقراءة المنطق عليه.
وفي عام 1328 ھ/1910م صدر الأمر من الحكومة العثمانية بامتحان طلبة العلوم الدينية رسمياً، فأشترك مع طلبة العلم في الامتحان ببغداد أولًا ثم في كربلاء، ليُعفى من التجنيد الإجباري، وقد نجح بذلك ونال شهادة عاليا في سنيّ الامتحان الأربع المقررة يومئذٍ، لتخوله للإلتحاق بالمعاهد العليا.
بعد فراغه من الامتحان وإعفائه من التجنيد نَهِجَ نَهج الخِطابة الحسينية. والسبب في قيام المُتَرجَم له بأمر الخِطابة ورُقًّيه لمنبرها هو أنَ أستاذه الخطيب الشهير السيد صالح السيد حسين الحلي (ت 1359 ھ/ 1940 م)، كان قد تتلمذ على يد العلاّمة الحجة الشيخ قاسم (جاسم) القسّام في الأصول، وحضر عنده درس الرسائل للحجة (مرتضى الأنصاري)، المتوفى سنة 1281 ھ/ 1864م، ورَغِبَ السيد الحلّي أن يؤدي قسطاً من الخدمة لأستاذه بتخريج ابنه (الشيخ جعفر) للخِطابة المنبرية.
تقَدّمَ الشيخ جعفر ((على جلّ أقرانه من تلاميذ السيد صالح الحلّي لِما أمتازَ به من حسن ترتيله للشعر وإنشادَه وإتقانه لغرر المراثي من شعر المتقدمين والمتأخرين فهو متفوق بحسن إلقاءه، يساعده على ذلك حسن صوته واعتدال سليقته)).
ثم أنفرد عن أستاذه وتَنّقل في مدن متعددة. ولميزاته هذه كَثُرَت الرغبة في سماع قرائته لاسيمّا عند أرباب العلم والعلماء ((فأقامَ له العلاّمة والحبر الفهّامة عماد الدين الشيخ جعفر الشيخ عبد الحسين مجلساً عصر كل أربعاء)).
بعد ذلك طلبه عمّه الأستاذ الخطيب العلاّمة الشيخ محمد علي القسّام (ت 1373 ھ/ 1954م) الذي كان يقطن مدينة (الحيرة)، يومئذ من والدهِ، فأقام عند عمّهِ فترة من الزمن تخَرّجَ عليهِ في السيرة والتاريخ والآداب والفذلكة المنبرية، فأصبحّ عبقريّ هذا الفن وربّ هذه الصناعة. وبعد انتقال عمّهِ إلى النجف، تفّرَدّ المترجَم له وحده بالحيرة سنيناً، ولمّا كان عام 1342 ھ/ 1923 م فتكت الملاريا بالحيرة، فانتقل الشيخ جعفر القسام منها إلى مدينة الكوفة. وبعد اعوامٍ خمسة طلبه أهل (الشاميّة)، للإقامة بين ظهرانيهم خطيباً في مدينتهم ومرشداً دينياً بتوسط القائمقام (صبري حسين)، فجاء الحاج (محمد غلام)، ورئيس البلدية (عبد الله الحاج هادي)، وجماعة من أعيان الشامية إلى الكوفة، وارتحل معهم إلى (الشاميّة)، وأقام بها ثماني سنوات، وآزّرّ فيها العلماء في الإصلاح ونشر الوعي الديني من خلال الوعظ والإرشاد.
وفي السنة الثامنة نُكِبَ المترجَم له بفقد ولدِهِ الوحيد (عبد الرزاق)، (1341- 1355 ھ/ 1922 – 1936م)، فلم يستطع المقامَ هناك وعاد إلى الكوفة لمواصلة مشواره في الوعظ والإرشاد في أكثر أندية الكوفة (5)، وخاصةً في مسجدها الكبير، وكان اختصاصه بالخِطابه في مسجد الكوفة بناءً على طلب وُجهاء المدينة بعريضة قُدِّمَت إلى مدير الوقف العام آنذاك، ومما جاءَ فيها: ((نحن بحاجة ماسّة لخطيبٍ يبُثُ الوَعظَ والإرشاد ويهدي الناسَ للحقِّ والسداد)).
وممن وقّعوا الطلب جاء اسم كل من: الحاج عبد الرسول تويج، الحاج هادي الحاج علوان، السيد محمد السيد يوسف، عبد الحسين الملا نصراع، متولي مقام النبي يونس السيد جودة السيد إدريس، باقر عبد نومه، ومرزه عبد الحسن وغيرهم.
فضلاً عن ذلك كان الباحثون في أمور القبور والمزارات في الكوفة يعوِّلون عليه في تثبيت مراقد العلويين والصحابة والتابعين (رضوان الله تعالى عليهم)، وصحة نسبتها إليهم. يقول الدكتور عباس كاظم مراد في معرض كتابته عن مزار السادة أولاد الحسن: ((في الطريق القديم الذاهب إلى «مسجد السهلة»، يوجد قبر وقد زرناه مراراً وقد وجدنا داخل الغرفة صندوقاً خشبياً وفي الغرفة ورقة... ونص ماورد فيها: «وهذه صورة الحكم من شيخ جعفر بن الشيخ جاسم وبيان القبرين المقدسين الواقعين جنوب مسجد الكوفة الأعظم أحدهما قبر محمد والثاني قبر أخيه موسى ولدا جعفر الملّقب بشمس الدين بن علي الملقب بعميد الدين بن نقيب النقباء... بن الحسن بن الحسن المثنى بن الإمام السبط الزكي الحسن عليه السلام ابن علي بن أبي طالب عليه السلام...». وكان هذا دينه حتى وافاه الأجل.
ولم تكن الخطابة مهنتهُ الوحيدة بل كان يشتغل بتجارة الحبوب والتمور للكسب والمعيشة، وكان له بستانٌ فيه من المغروسات أشجاراً من الفواكه والنخيل تمّ الاستيلاء عليه بعد وفاته. وفقدت أصول ملكيته للبستان مع ما فقد من وثائق فضلا عن كثير من تراثه.

## رحلاته
بعد أن جعل مقر سكنه في مدينة الكوفة وأستقر به المقام فيها، سافر إلى إيران لزيارة مشهد الإمام الرضا علي بن موسى، حسب ماوجده بخط أنامله بتملك كتاب (آمالي الصدوق المطبوع حجرياً سنة 1300 ھ، مشيراً فيه إلى سنة شرائه من مشهد الإمام الرضا، في جمادي الثانية سنة 1357 ھ/1938م. وكان دؤوباً على اقتناء نوادر الكتب حينذاك التي لم يتوفر على تحصيلها في العراق باحثاً عنها في رحلاته إلى إيران. ويعزز ذلك ماوجدته بخطه على الصفحة الأولى من كتاب (كمال الدين وتمام النعمة في إثبات الغيبة، لمحمد بن علي بن الحسين بن بابويه القمّي، المطبوع حجرياً سنة 1301 ھ) ونص ماوجدته الآتي: «بسم الله جلَّ شأنه ملكته من يد الزمان فظننتُ أنه صار ملكاً لي فكتبت عليه بأناملي الفانية أنه كان لمن كان وسيعود كما كان وأنا الراجي عفوّ ربّه الأكبر محمد جعفر قسام شرائه من خراسان سنة 1357» ثم التوقيع.
ثم سافر إلى الديار المقدسة بقصد حج بيت الله الحرام سنة 1359 ھ/1940م، حسب ماجاء في وصيته الموجودة في أرشيفنا الخاص والموّقعة بشهادة أخويه، الخطيب الشيخ جواد والعلاّمة الشيخ علي. وفي سنة 1372 ھ/1952 م كان في مشهد الإمام الرضا، وقد ألتقاه هناك العلامة السيد عبد الرزاق المقرم. ووضوح ذلك من توشيح السيد المقرم لمؤلفة (وفاة الصّديقة الزهراء) بكلمة إهداء للمترجم له في شهر ذي الحجة الحرام من السنة المذكورة آنفاً، والكتاب المشار إليه موجود في مكتبتنا. وقد تعددت بعد ذلك رحلاته لمشهد الإمام الرضا.

## أدبه وشعره
قَرَضَ الشعر منذ صباه وتعاطى الكتابة، كما ((اشتغل بالثورة العربية فنشرت له بعض الصحف كلمات كان لها أثر بليغ في النفوس)). يقول الدكتور كامل سلمان الجبوري: إنّ الشيخ جعفر القسام ((كان ناثِراً فنياً وأديباً لامعاً نشرت مقالاته وكلماته في التاريخ والأخلاق بمجلة المصباح النجفية له ديوان شعر)).
وقبل ان نذكر نماذج من شعره يجدر بنا التنويه بأن الأديب والباحث في التراث صاحب المؤلفات الكثيرة الحاج الدكتور كامل سلمان الجبوري كان على صلة حميمة، وقريباً جداً من عمنا الخطيب الشيخ جعفر القسّام. ويكاد لايخلو كتاب من مصنفاته إلاّ وذكر فيه الشيخ. فله منا الامتنان والعرفان على هذا الوفاء الذي يندر في هذا الزمان، والشكر له بعد الشكر لله تعالى.

## نماذج من شعره
على الرغم من قلة نظم الشعر وتعاطيه من قبل المترجم له، إلا أنّ له قصائدا شعرية قوبلت بالإستحسان، منها القصيدة الدالية التي رثى بها ملك العراق، فيصل الأول (ت 1352 ھ/ 1933م) ومطلعها:
ومن قصيدة له في رثاء آل البيت (عليهم السلام) قال:
إلى أن قال:
وله قصيدة أرسلها إلى والده الشيخ قاسم (جاسم)، يوم سافر إلى القدس ولبنان ومكث هناك زماناً. فقال:

## وصلات خارجية
- موقع آل القسام
- صفحة آل القسام في موقع التواصل الاجتماعي الفيسبوك  على فيسبوك.